# Jacinta Pichimahuida se enamora
Jacinta Pichimahuida se Enamora é um filme argentino de 1977.